# Eastern Region (Ghana)
Koordinaten: 6° 30′ N, 0° 30′ W
Die Eastern Region (dt. „Ostregion“) ist eine Region Ghanas mit der Hauptstadt Koforidua.

## Geografie
Die Region liegt im Südosten des Landes und grenzt im Norden an die Bono East Region, im Osten an die Oti Region und die Volta Region, im Südosten an die Greater Accra Region, im Südwesten an die Central Region sowie im Westen an die Ashanti Region.
Ihrer Nordostgrenze verläuft im Volta-Stausee. 

## Administrative Gliederung
Die Region gliedert sich in 33 Distrikte:
| Distrikt                    | Hauptort    |
| --------------------------- | ----------- |
| Abuakwa North Municipal     | Kukurantumi |
| Abuakwa South Municipal     | Kibi        |
| Achiase                     | Achiase     |
| Akuapim North Municipal     | Akropong    |
| Akuapim South               | Aburi       |
| Akyemansa                   | Ofoase      |
| Asene Manso Akroso          | Manso       |
| Asuogyaman                  | Atimpoku    |
| Atiwa East                  | Anyinam     |
| Atiwa West                  | Kwabeng     |
| Ayensuano                   | Coaltar     |
| Birim Central Municipal     | Akim Oda    |
| Birim North                 | New Abirim  |
| Birim South                 | Akim Swedru |
| Denkyembour                 | Akwatia     |
| Fanteakwa North             | Begoro      |
| Fanteakwa South             | Osino       |
| Kwaebibirem Municipal       | Kade        |
| Kwahu Afram Plains North    | Donkorkrom  |
| Kwahu Afram Plains South    | Tease       |
| Kwahu East                  | Abetifi     |
| Kwahu South                 | Mpraeso     |
| Kwahu West Municipal        | Nkawkaw     |
| Lower Manya Krobo Municipal | Odumase     |
| New Juaben North Municipal  | Effiduase   |
| New Juaben South Municipal  | Koforidua   |
| Nsawam Adoagyiri Municipal  | Nsawam      |
| Okere                       | Adukrom     |
| Suhum Municipal             | Suhum       |
| Upper Manya Krobo           | Asesewa     |
| Upper West Akim             | Adeiso      |
| West Akim Municipal         | Asamankese  |
| Yilo Krobo Municipal        | Somanya     |

## Nachweise
1. ↑  Distriktliste auf ghanadistricts.gov.gh, abgerufen am 19. Dezember 2019